# Geschützter Kreuzer

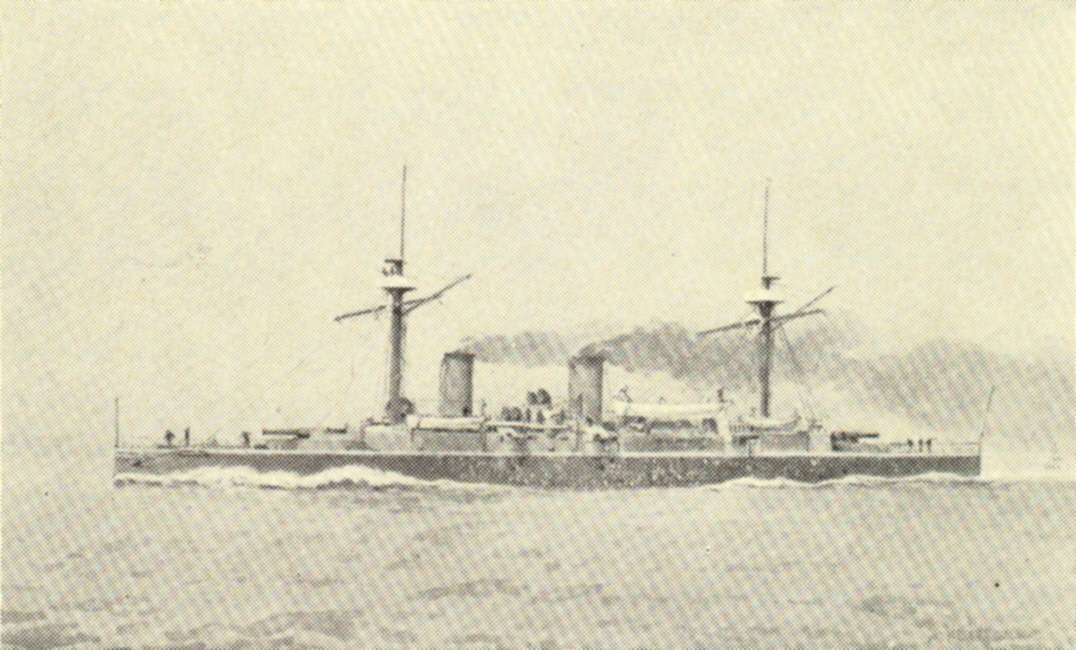
Geschützter Kreuzer Esmeralda III

Ein Geschützter Kreuzer war ein Kriegsschiffstyp, der ab etwa 1880 eingesetzt wurde. Bei diesen Kreuzern bestand der Panzerschutz im Wesentlichen aus einem Panzerdeck, welches die Kessel- und Maschinenräume sowie die Munitionskammern schützte. Der Begriff „Geschützter Kreuzer“ wird deshalb weitgehend synonym mit dem des Panzerdeckkreuzers verwendet. Geschützte Kreuzer waren weniger stark gepanzert als die späteren Panzerkreuzer, die zusätzlich einen Seitenpanzer besaßen.

## Beschreibung

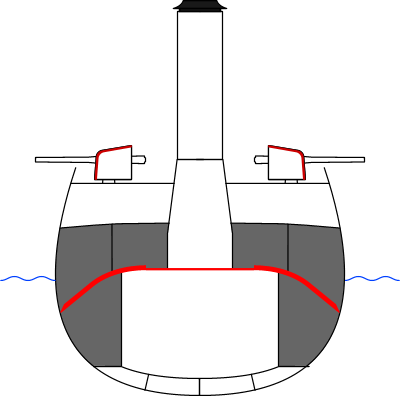
Panzerschema eines Geschützten Kreuzers – Panzerung rot markiert

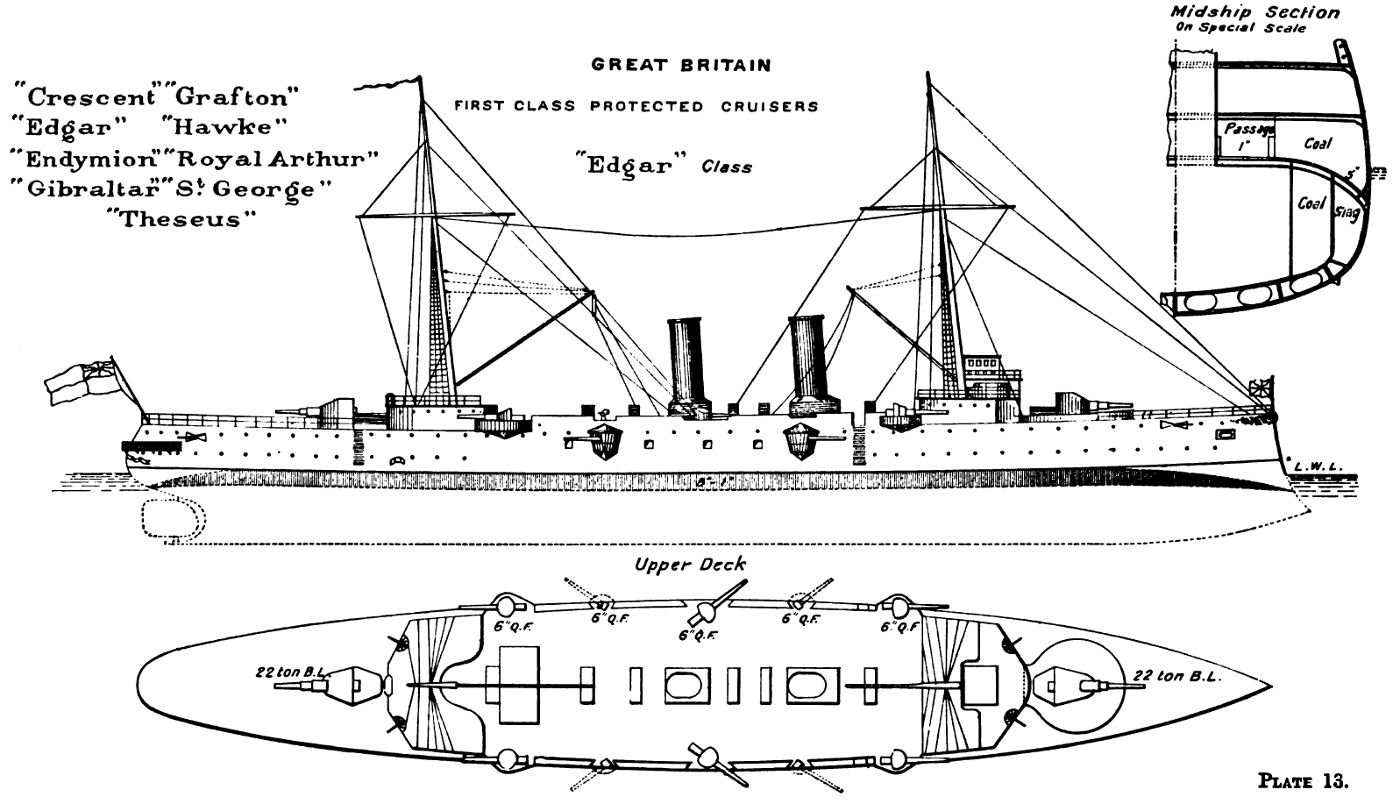
Panzerschema anhand der Edgar-Klasse (Schnitt oben rechts)

Gegen die Wirkung von feindlichem Beschuss waren Geschützte Kreuzer zunächst mit einem Panzerschutz der Kessel- und Maschinenräume und der Hauptbewaffnung versehen. Spätere Versionen wurden mit einem durchlaufenden Panzerdeck versehen und dann auch als Panzerdeckkreuzer bezeichnet. Außerdem erhielt der Kommandostand Panzerschutz. Als erster Geschützter Kreuzer gilt die britische schraubengetriebene Korvette Comus, die 1879 ein partielles Panzerdeck erhielt. Das erste durchgehende Panzerdeck kam 1883 auf dem chilenischen Armstrong-Rendel-Kreuzer Esmeralda zum Einsatz. Der erste Geschützte Kreuzer der Kaiserlichen Marine war SMS Gazelle
Die Dicke des Panzerdecks betrug meist etwa 5 bis 7,5 cm. Die Schiffsgröße variierte normalerweise zwischen 2.500 und 7.000 Tonnen. Die Hauptbewaffnung war in den einzelnen Marinen verschieden, bestand jedoch meist aus bis zu zwölf Einzelgeschützen mit 10 bis 15 cm Kaliber. Einige Schiffe trugen zusätzlich auf Vor- und Achterschiff ein schwereres Geschütz (Kaliber 21 bis 28 cm) und ähnelten damit Panzerkreuzern. Um 1900 erreichten Geschützte Kreuzer mit ihren Kolbendampfmaschinen typischerweise Geschwindigkeit von 20 bis 22 Knoten.
In der deutschen Kaiserlichen Marine unterschied man ab etwa 1900 inoffiziell Große Geschützte Kreuzer (über 5000 t Wasserverdrängung) und Kleine Geschützte Kreuzer. Nach dem Ersten Weltkrieg wurde die Bezeichnung „Geschützter Kreuzer“ aufgegeben.
Nach 1900 bis zum Ersten Weltkrieg bauten nur noch Deutschland und Großbritannien in größerem Maßstab geschützte Kreuzer, und zwar die des kleineren Typs von anfänglich ca. 3000 t Wasserverdrängung, die später auf etwa 5000 t Wasserverdrängung anwuchsen. Diese Schiffe wurden sowohl in Übersee als auch zur Aufklärung für die Flotte eingesetzt. Ab 1907 begannen Turbinen die Dreifach-Expansionsmaschinen als Antrieb zu ersetzen. Deutschland und England begannen 1911, ihre neuesten Kreuzer zusätzlich mit einem Panzergürtel von 60–100 mm Dicke zu schützen. Auch Österreich baute mit der Admiral Spaun (1909) und den 3 Schiffen der Helgoland-Klasse (ab 1912) 3500 t große moderne Kreuzer mit Turbinenantrieb und Wasserlinienpanzer (vgl. Rapidkreuzer).
Diese Schiffe, die strenggenommen keine geschützten Kreuzer mehr waren, wiesen die Entwicklung zu den Leichten und Schweren Kreuzern der Nachkriegszeit.

## Erhaltene Schiffe
Einige wenige Geschützte Kreuzer sind bis heute als Museumsschiffe erhalten geblieben:
- Olympia – Philadelphia, USA
- Bugsektion und Brücke der Puglia – Il Vittoriale in Gardone Riviera, Italien
- Die russische Aurora in Sankt Petersburg ist anders als insbesondere in der englischsprachigen Literatur angegeben kein Panzerkreuzer.

## Bilder

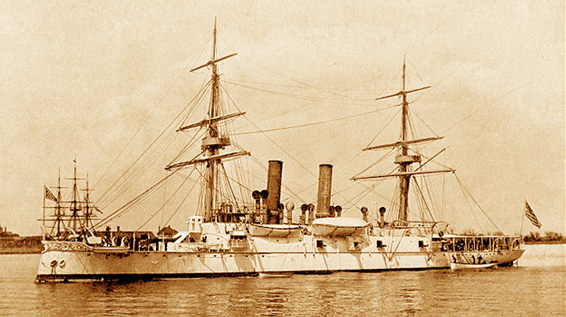
USS Atlanta (1886)
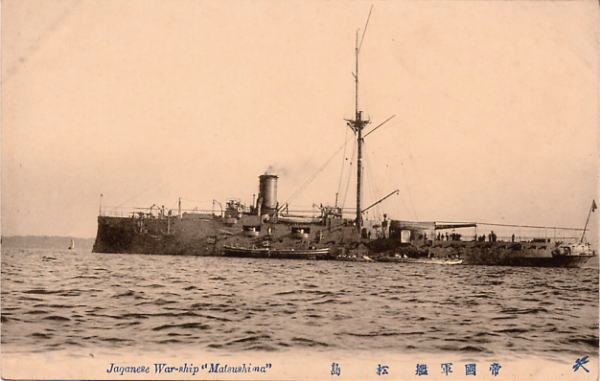
Matsushima (Japan, 1890)
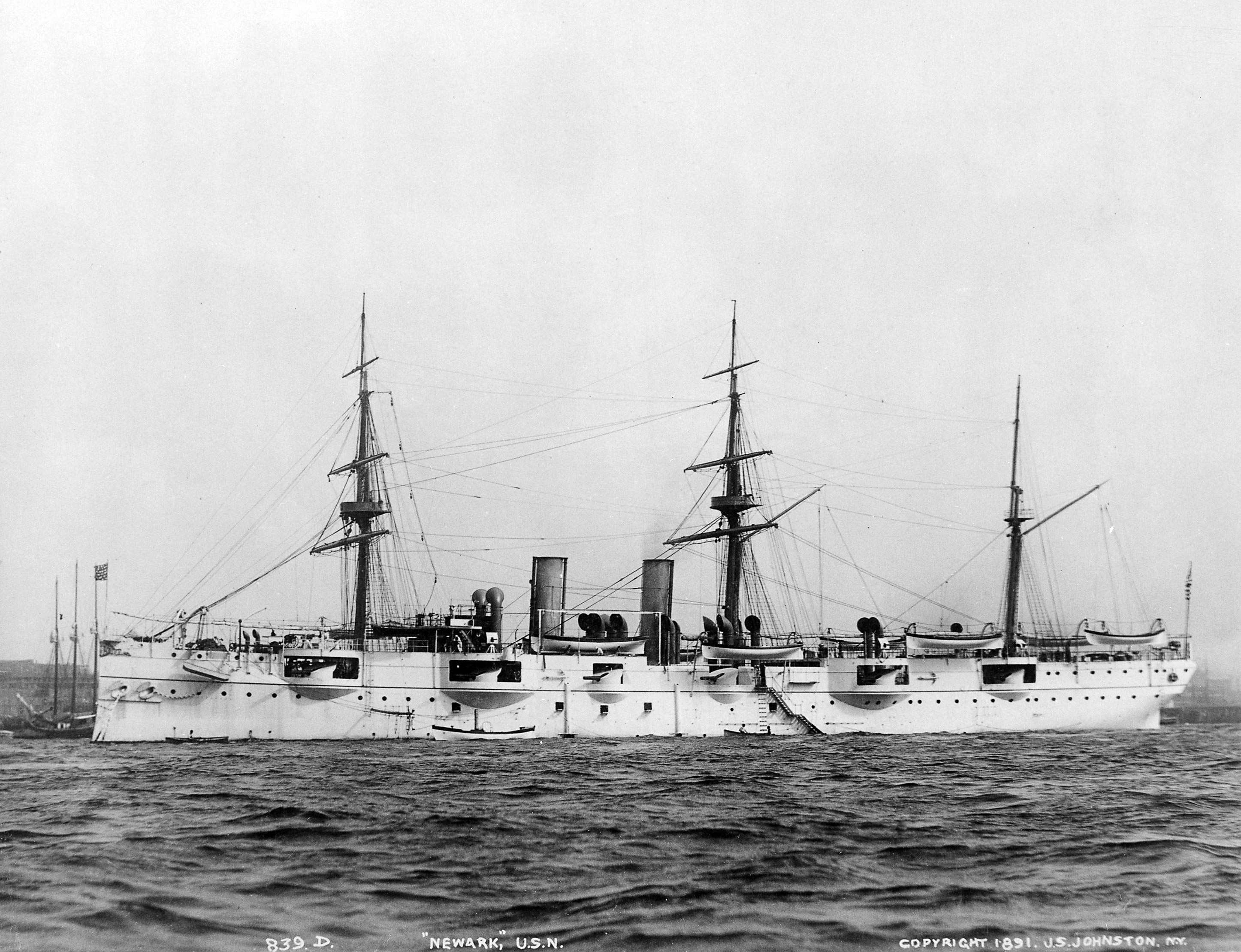
USS Newark (1891)
Capitan Prat (Chile, 1892)
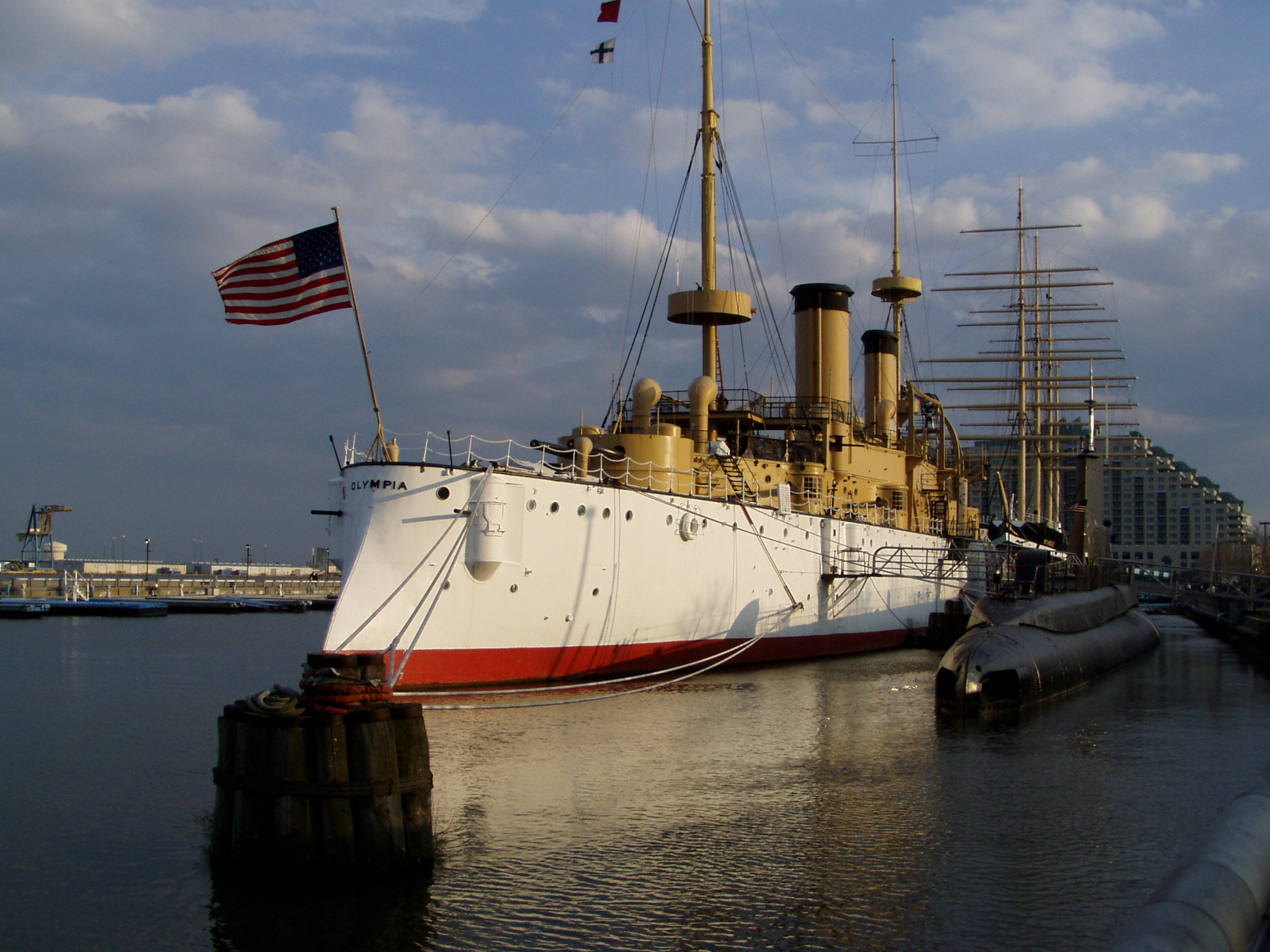
USS Olympia (C-6, 1892) als Museumsschiff in Philadelphia
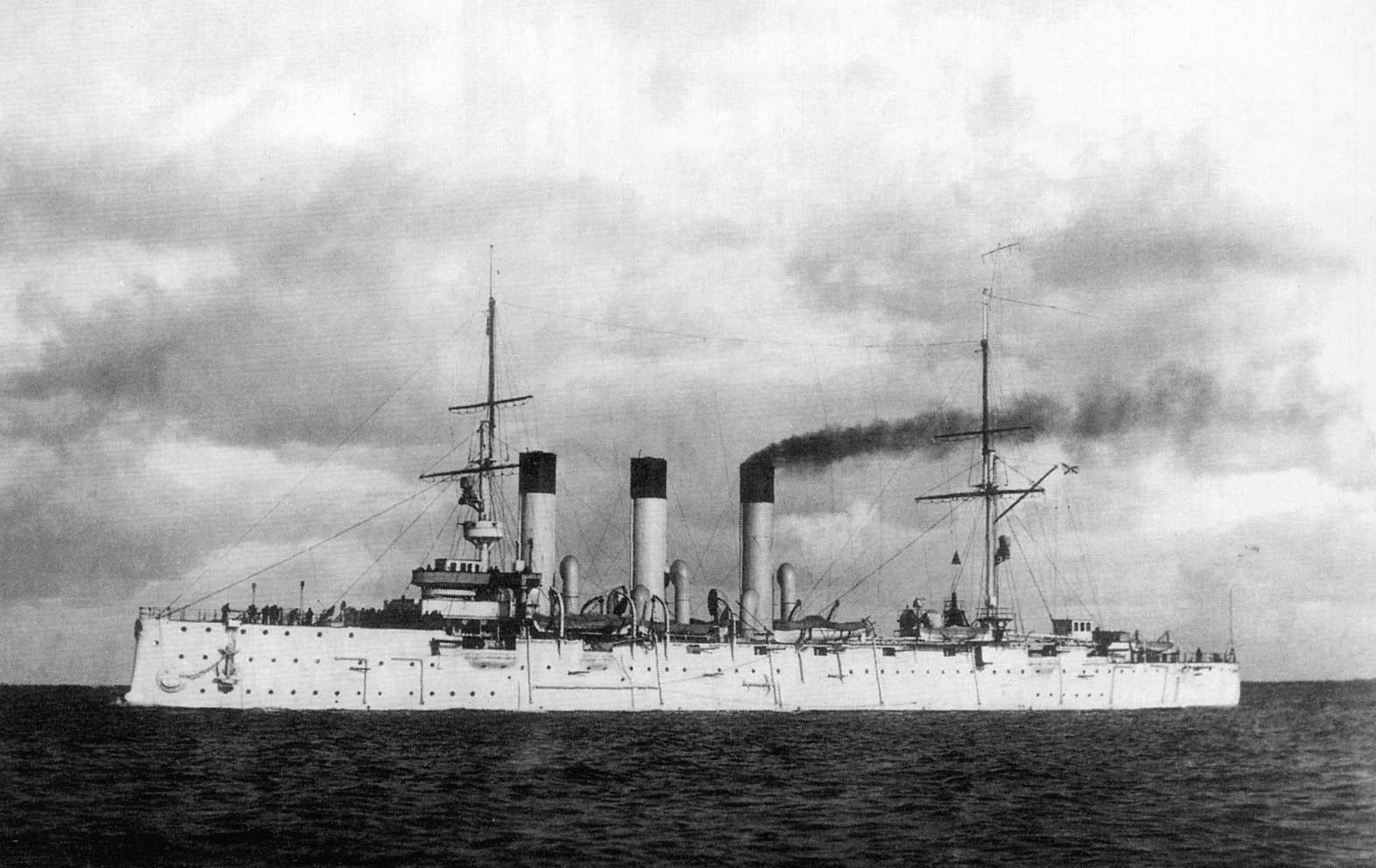
Aurora (Russland, 1900)
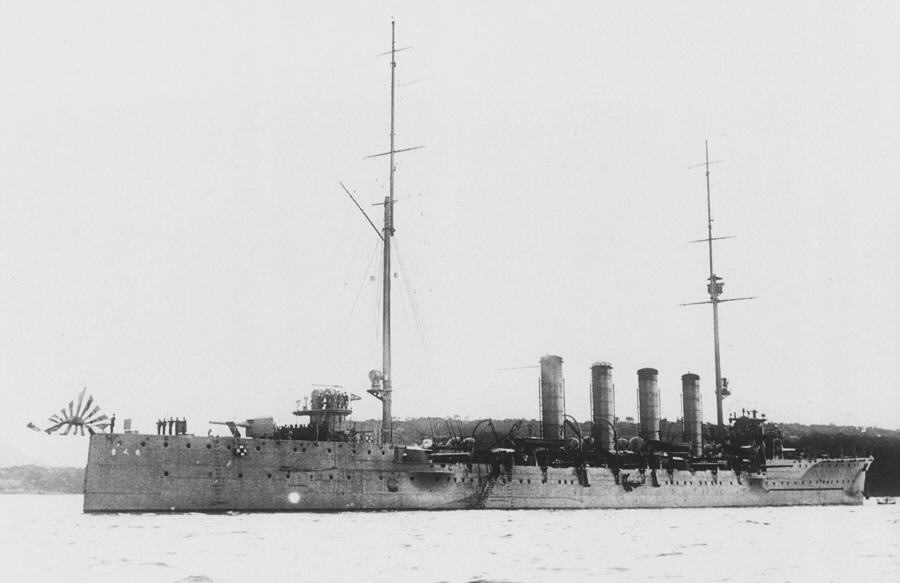
Chikuma (Japan, 1911)